# Carrer dels Monjos (l'Estany)
Carrer dels Monjos és un carrer de l'Estany (Moianès) inclòs a l'Inventari del Patrimoni Arquitectònic de Catalunya.

## Descripció
Carrer estret i tortuós, en pujada, que va des del pla del monestir cap a Oló. Destaquen la casa núm. 6 pel seu portal d'estructura renaixentista, la núm. 5 pel seu balcó adovellat i amb motllura i el núm. 3 per les seves llindes amb inscripcions de 1792. El conjunt de les cases està construït amb pedra local (gres vermell, fàcilment degradable). El prototipus de casa és estreta, amb paret mitgera, de tres plantes, la de baix destinada per animals, primer pis com a habitatge i golfes.
El carrer avui està enllosat i a la part superior, que ha de salvar més desnivell, hi ha escales. Les façanes de les cases són a diferents nivells per adaptar-se al pendent. Predominen els portals rectangulars, no gaire amples, combinant amb algun portal rebaixat.

## Història
Es tractava de l'antic camí d'anar a Oló. El nom popular havia estat el de carrer Fosc. És un carrer que manté encara el seu primitiu regust medieval.
Antigament hi havia un hostal on els traginers i les mules que es dirigien cap al Lluçanès descansaven.